# Campionato mondiale di Formula 1 1993
Il campionato mondiale di Formula 1 1993 organizzato dalla FIA è stata, nella storia della categoria, la 44ª stagione ad assegnare il campionato piloti, vinto da Alain Prost, e la 36ª stagione ad assegnare il campionato costruttori, vinto dalla Williams. È iniziata il 14 marzo ed è terminata il 7 novembre, dopo 16 gare.

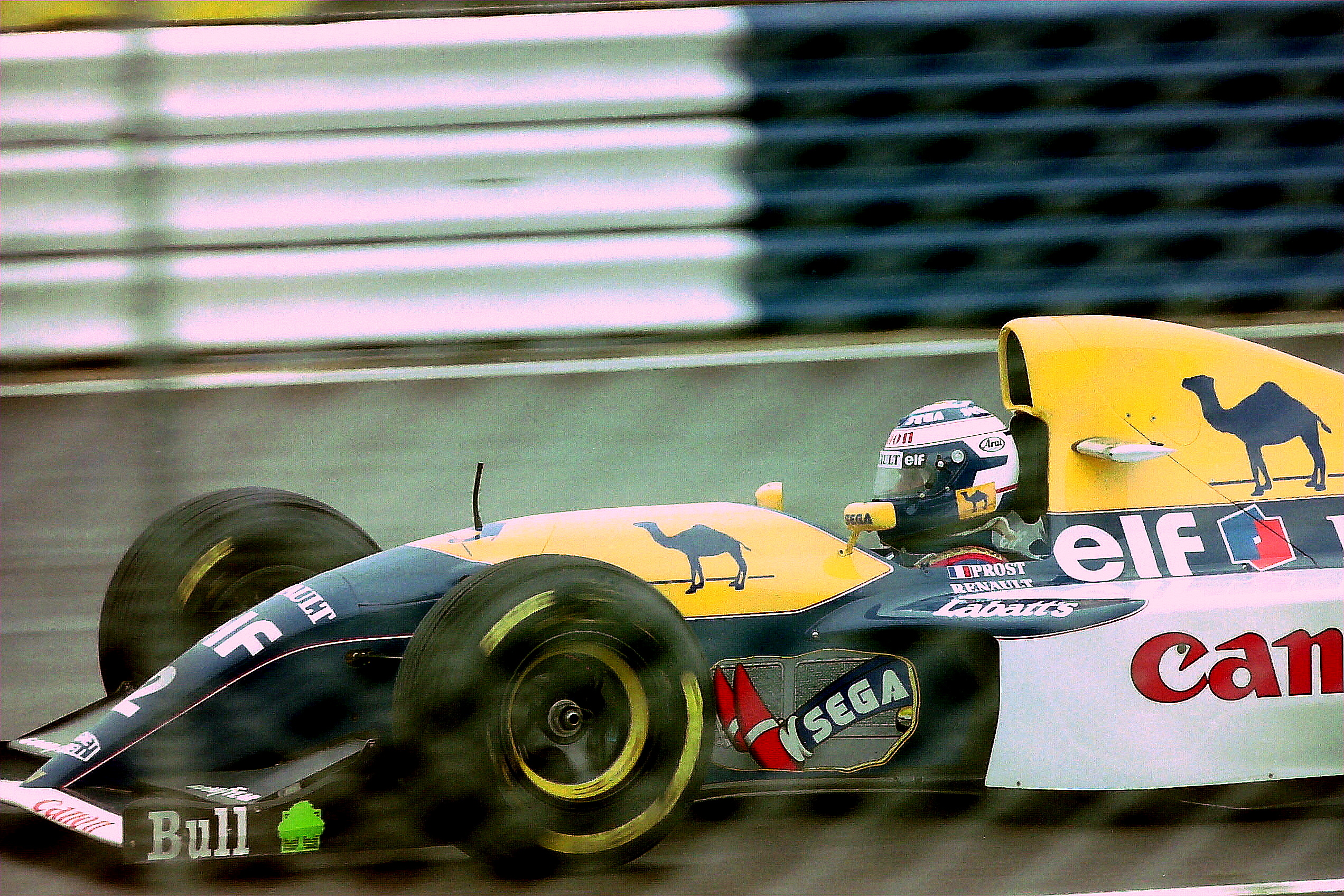
Alain Prost ottenne il suo quarto titolo mondiale.

## La prestagione

### Il calendario
Un primo calendario venne reso noto dal presidente della FISA Max Mosley il 24 giugno 1992. Rispetto alla stagione precedente le gare sarebbero state sempre 16, ma si sarebbe registrata l'uscita del Gran Premio del Messico, sostituito dal Gran Premio d'Asia che avrebbe dovuto disputarsi all'Autopolis, configurando una inedita seconda corsa in terra giapponese. Un altro piccolo cambiamento riguardò l'inversione di date tra San Marino e Spagna. Il calendario dovette però essere presto rivisto a causa del fallimento della società che gestiva l'Autopolis, la quale aveva accumulato un debito superiore ai 200 miliardi di lire. A novembre si operò quindi la sostituzione, facendo entrare in calendario il Gran Premio d'Europa che, per la prima e unica volta nella sua storia, si svolse a Donington.
A quello che sembrava ormai essere il calendario definitivo si aggiunse però un altro problema: un tribunale di Quimper, in Bretagna, aveva applicato in maniera inflessibile una legge sul tabacco in Francia e condannato la Williams al pagamento di 30 milioni di franchi per istigazione a delinquere, visto che la squadra inglese esibiva nelle carrozzerie delle monoposto il marchio di sigarette Camel e le immagini del Gran Premio d'Australia erano state trasmesse sul suolo francese. Per tutta risposta la Federazione, non potendo garantire alle scuderie libertà di circolazione senza incorrere nel rischio di essere condannate dalla giustizia, decise di sospendere il Gran Premio previsto per luglio. Vista la possibile perdita di un ingente introito economico e data la presenza di forti pressioni, nel gennaio del 1993 il Parlamento francese approvò un apposito emendamento per ovviare al problema. La gara poté così svolgersi regolarmente.
| N° | Nome ufficiale del Gran Premio       | Circuito                           | Sede             | Data         | Ora    | Ora   | Ora   | Diretta TV |
| N° | Nome ufficiale del Gran Premio       | Circuito                           | Sede             | Data         | Locale | UTC   | ITA   | Diretta TV |
| -- | ------------------------------------ | ---------------------------------- | ---------------- | ------------ | ------ | ----- | ----- | ---------- |
| 1  | Panasonic South African Grand Prix   | Kyalami Racing Circuit             | Midrand          | 14 marzo     | 14:00  | 12:00 | 13:00 | Italia 1   |
| 2  | Grande Prêmio do Brasil              | Autódromo José Carlos Pace         | San Paolo        | 28 marzo     | 15:00  | 18:00 | 20:00 | Rai Due    |
| 3  | SEGA European Grand Prix             | Donington Park                     | Castle Donington | 11 aprile    | 14:00  | 13:00 | 15:00 | Italia 1   |
| 4  | Gran Premio di San Marino            | Autodromo Enzo e Dino Ferrari      | Imola            | 25 aprile    | 14:00  | 12:00 | 14:00 | Rai Due    |
| 5  | Gran Premio de España                | Circuito di Barcellona-Catalogna   | Montmeló         | 9 maggio     | 14:00  | 12:00 | 14:00 | Italia 1   |
| 6  | Grand Prix de Monaco                 | Circuito di Monte Carlo            | Monaco           | 23 maggio    | 15:30  | 12:30 | 15:30 | Canale 5   |
| 7  | Grand Prix Molson du Canada          | Circuit Gilles Villeneuve          | Montréal         | 13 giugno    | 14:00  | 18:00 | 20:00 | Italia 1   |
| 8  | Rhone-Poulenc Grand Prix de France   | Circuit de Nevers Magny-Cours      | Magny-Cours      | 4 luglio     | 14:00  | 12:00 | 14:00 | Rai Due    |
| 9  | British Grand Prix                   | Silverstone Circuit                | Silverstone      | 11 luglio    | 14:00  | 13:00 | 15:00 | Rai Due    |
| 10 | Großer Mobil 1 Preis von Deutschland | Hockenheimring                     | Hockenheim       | 25 luglio    | 14:00  | 12:00 | 14:00 | Rai Due    |
| 11 | Marlboro Hungarian Grand Prix        | Hungaroring                        | Mogyoród         | 15 agosto    | 14:00  | 12:00 | 14:00 | Rai Due    |
| 12 | Grand Prix de Belgique               | Circuito di Spa-Francorchamps      | Stavelot         | 29 agosto    | 14:00  | 12:00 | 14:00 | Rai Due    |
| 13 | Pioneer Gran Premio d'Italia         | Autodromo nazionale di Monza       | Monza            | 12 settembre | 15:00  | 13:00 | 15:00 | Italia 1   |
| 14 | Grande Prémio de Portugal            | Autódromo do Estoril               | Cascais          | 26 settembre | 14:00  | 13:00 | 14:00 | Italia 1   |
| 15 | Fuji Television Japanese Grand Prix  | Suzuka International Racing Course | Suzuka           | 24 ottobre   | 12:00  | 03:00 | 04:00 | Italia 1   |
| 16 | Foster's Australian Grand Prix       | Adelaide Street Circuit            | Adelaide         | 7 novembre   | 14:30  | 04:00 | 05:00 | Rai Due    |

### La presentazione delle vetture
| Costruttore     | Telaio | Data lancio | Luogo lancio                                          |
| --------------- | ------ | ----------- | ----------------------------------------------------- |
| Ferrari         | F93 A  | 22 dicembre | Circuito di Fiorano, Fiorano Modenese                 |
| Minardi         | M193   | 21 gennaio  | Circuito Internazionale Santamonica, Misano Adriatico |
| Ligier          | JS39   | 28 gennaio  | Montecarlo                                            |
| McLaren         | MP4/8  | 14 febbraio | Circuito di Silverstone                               |
| Scuderia Italia | T93/30 | 15 febbraio | Circuito di Estoril                                   |

### I test
I primi test collettivi iniziarono all'Estoril il 25 gennaio per la durata di quattro giorni. Il tracciato, affittato dalla Williams, venne utilizzato anche da Ferrari, Benetton, Sauber, Jordan e Lotus. Nonostante Michael Schumacher avesse fatto registrare il miglior tempo nella prima giornata girando in 1'14"40, furono le Williams a monopolizzare la graduatoria dei giri più veloci nelle giornate successive. Prost fermò infatti i cronometri in 1'13"40 nella giornata di mercoledì, arrivando a quattro decimi dal record del circuito. Lo stesso francese fu anche protagonista il venerdì di una violenta uscita di pista, fortunatamente senza conseguenze. Dietro alle monoposto inglesi, solo la Benetton riuscì a minimizzare i distacchi, anche se pure Sauber, Lotus e Jordan ritennero di aver tratto buone indicazioni. Problematici invece i test per la Ferrari, che risultava staccata in media di sei secondi da Prost e di quattro secondi dagli altri piloti; sia Alesi che Berger ebbero inoltre svariati problemi di affidabilità dovendo interrompere più volte i test per riparare vari guasti.
Sempre all'Estoril si disputò una seconda settimana di test a partire dal 15 febbraio. Alle prove erano assenti la Ferrari, che preferì rimanere a Imola per eseguire vari collaudi, e la McLaren che solo il giorno prima aveva presentato la propria monoposto. Ancora una volta la Williams confermò il proprio predominio, con Prost in grado di girare in 1'13"48 e Hill poco più indietro. Le altre squadre in pista risultavano staccate di oltre due secondi.

### Accordi e fornitori
La Williams vide la sua partecipazione alla nuova stagione messa in dubbio per un errore burocratico: la squadra inglese aveva infatti presentato in ritardo la domanda di ammissione al mondiale e per permetterle di partecipare, secondo le norme del Patto della Concordia, era necessaria una risposta positiva unanime da parte di tutti gli altri team, ma Benetton e Minardi erano contrarie. La questione in realtà rientrava in una più complessa battaglia politica per il cambiamento dei regolamenti, a cui Williams e McLaren si opponevano. La Ferrari e le squadre minori chiedevano infatti modifiche già dalla stagione in corso con la riduzione delle prove libere, dei treni di gomme e del numero di monoposto utilizzabili nel fine settimana di gara, per un risparmio quantificato in circa due milioni di dollari. Sfruttando questa situazione il team di Maranello aveva fatto pressioni anche per una forte limitazione dei dispositivi elettronici come le sospensioni attive e il controllo di trazione per i campionati seguenti. A detta dell'ingegnere della Williams Adrian Newey, lo scopo della Ferrari sarebbe stato in realtà quello di cancellare lo svantaggio accumulato nei confronti delle squadre di vertice per potersi rilanciare nella lotta al titolo mondiale da cui era esclusa ormai da alcuni anni.
Vista la complessa situazione venutasi a creare, il presidente della FISA Max Mosley decise di derogare alle regole, convocando il consiglio mondiale e facendo decidere ad esso in maggioranza se ammettere o meno la Williams. Così facendo evitava quindi che Minardi e Benetton potessero esercitare il veto contro la casa inglese. Al contempo garantì alle piccole squadre e alla Ferrari le modifiche richieste al regolamento.
Per quel che riguarda i fornitori, si registrò l'addio della Honda che lasciò il mondiale dopo dieci stagioni a causa degli alti costi. A farne le spese fu la McLaren, rifornita gratuitamente dalla casa giapponese, che dovette stipulare un accordo da 16 milioni di dollari per avere i motori Ford. Anche la Minardi cambiò motorista, passando ai propulsori americani dopo la deludente esperienza con i Lamborghini, ma a causa di una situazione finanziaria precaria poté permettersi solamente quelli dell'anno precedente. La Jordan optò per gli Hart abbandonando Yamaha, che rifornì la Tyrrell.
Nell'agosto del 1992 venne poi reso noto da parte della Scuderia Italia il cambio di telaista, passando da Dallara a Lola. Nelle intenzioni del patron Beppe Lucchini questo doveva rappresentare il salto di qualità per la squadra bresciana, convinto che l'esperienza della Lola nel mondo delle corse gli avrebbe permesso di affermarsi anche in Formula 1. Nei fatti, invece, a detta di Alboreto la vettura altro non era se non una Formula 3000 adattata e la stagione si rivelò un completo fallimento.

## Scuderie e piloti

### Scuderie

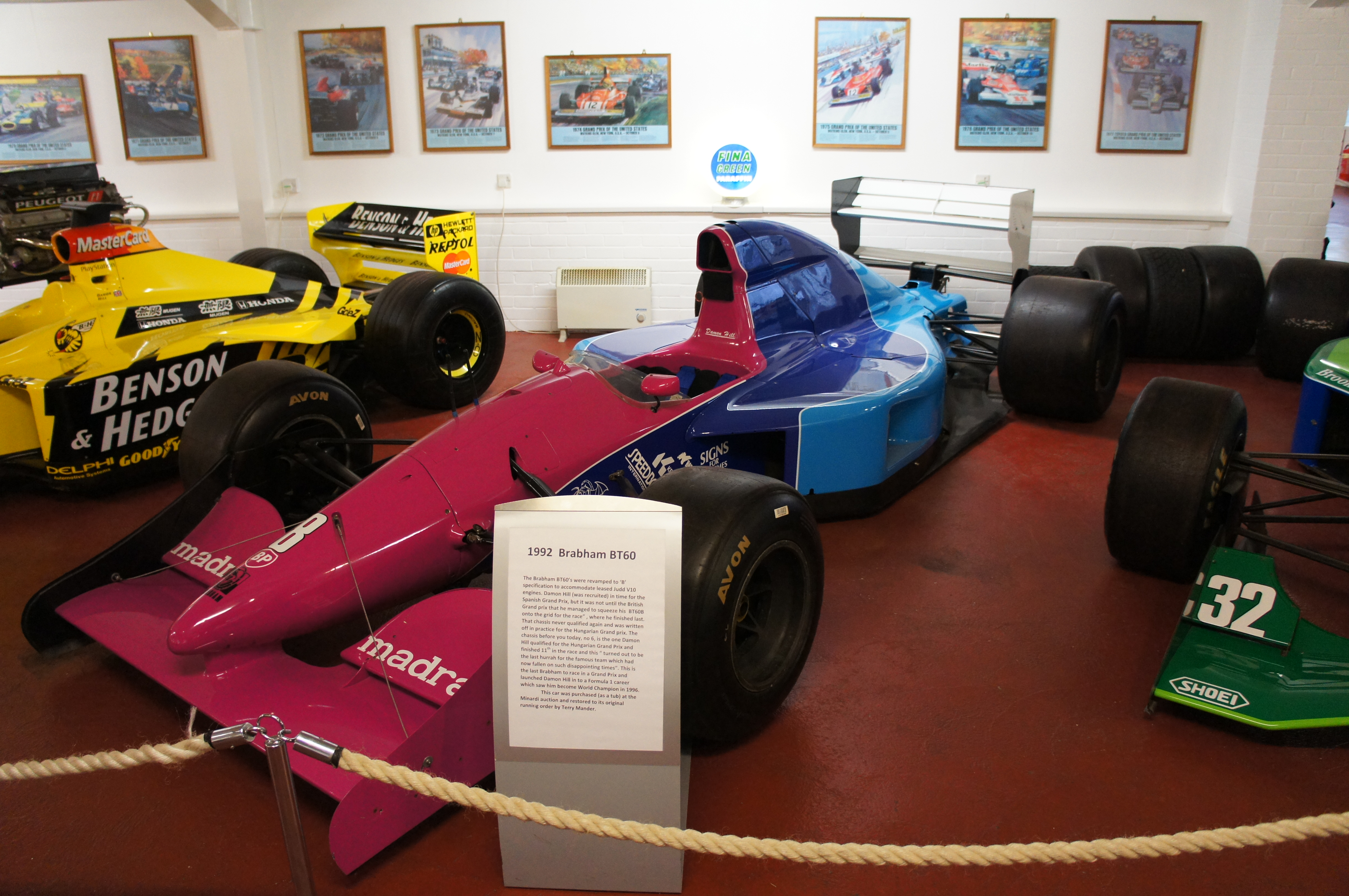
La Brabham BT60B, ultima vettura prodotta dallo storico team inglese.

Rispetto alla stagione precedente ben quattro squadre lasciarono il paddock. A livello di prestigio sportivo gli abbandoni più importanti furono quelli di March e Brabham. La prima, già dall'anno precedente, affrontava infatti un periodo di forti difficoltà finanziarie dovute anche all'arresto di Akagi nel settembre del 1991 e alla conseguente vendita a un consorzio di imprenditori che a fatica riuscì a farle disputare la stagione 1992. Nell'inverno dello stesso anno circolarono voci riguardo alla vendita della scuderia al gruppo svizzero Lysys o a un principe saudita e vennero opzionati come piloti Jan Lammers e Jean-Marc Gounon; il team si iscrisse al mondiale ma non aveva i fondi sufficienti nemmeno per procurarsi una fornitura di motori. Dopo non essersi presentata al Gran Premio del Sudafrica venne definitivamente esclusa. La seconda, dopo il Gran Premio d'Ungheria 1992, era giunta al collasso finanziario a seguito anche di una complessa inchiesta di corruzione che coinvolse alcuni dirigenti della squadra; i tentativi di iscrivere la squadra al campionato successivo mettendola all'asta dopo il fallimento non si concretizzarono. Gli altri due abbandoni avvennero anch'essi nel corso del campionato precedente e furono quelli di Fondmetal, a corto di denaro, e dell'Andrea Moda Formula che, dopo l'arresto del patron Sassetti, venne bandita dalla competizione per aver danneggiato la reputazione dello sport.
Al contempo si registrò l'ingresso nel circus della Sauber, squadra che aveva già ottenuto importanti successi negli sportprototipo e finanziata dalla Mercedes. Il progetto per entrare in Formula 1 era infatti già iniziato dal 1991 e, nonostante alcune difficoltà riguardanti l'impegno di Mercedes, divenne effettivo nel 1992, anche se fino al 1994 la casa di Stoccarda si limitò a comparire come sponsor.

### Piloti

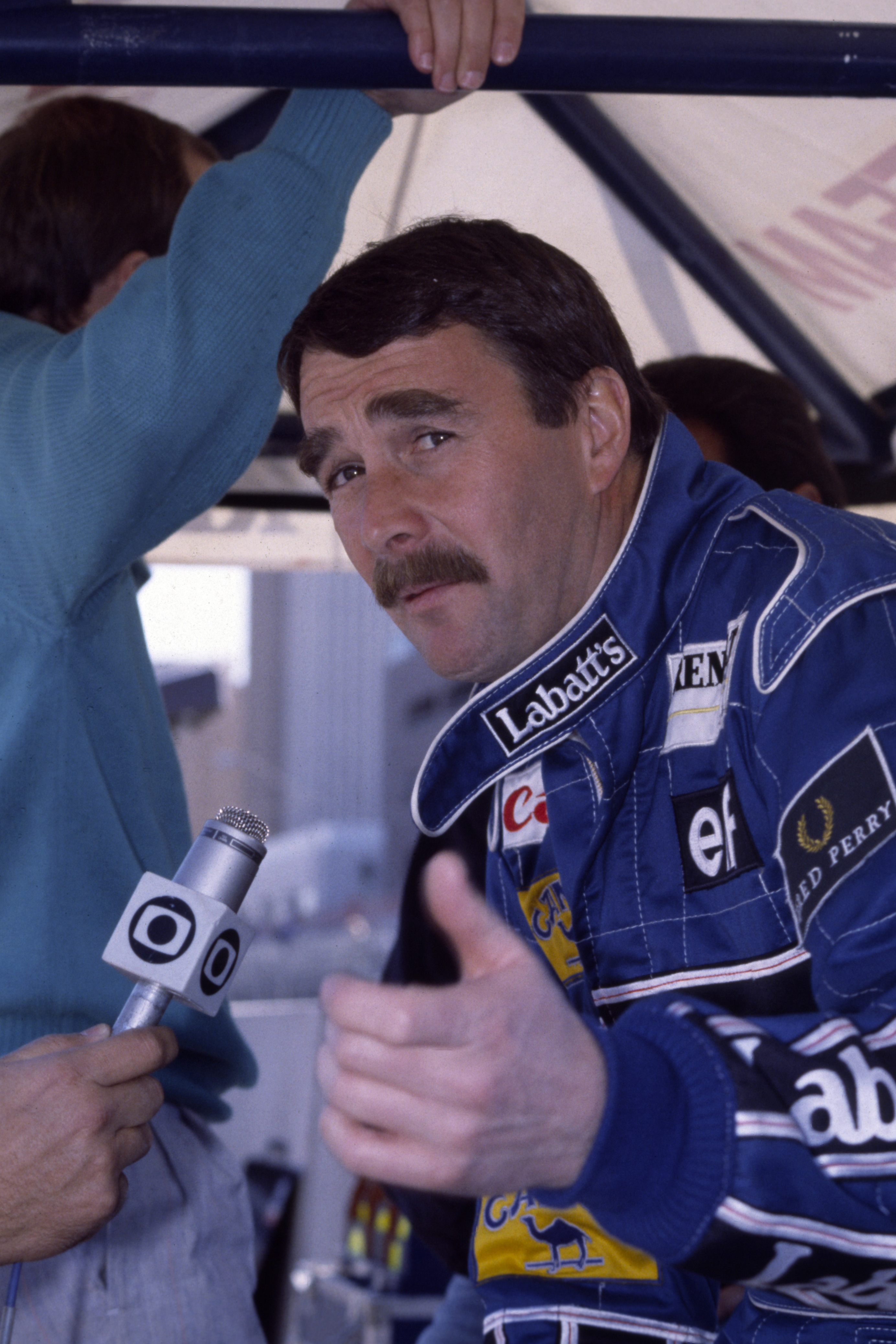
Nigel Mansell lascia momentaneamente la Formula 1 dopo tredici stagioni: avendo vinto il campionato nel 1992, la sua assenza impedirà alla Williams di utilizzare il numero 1 e Damon Hill dovrà correre con l'insolito numero 0, utilizzato in precedenza da Jody Scheckter con la McLaren nei Gran Premi di Canada e Stati Uniti del 1973.

La novità più importante per quel che riguardava il mercato piloti era il rientro in Formula 1 di Alain Prost dopo un anno sabbatico. Il francese si era infatti accordato con la Williams e aveva fatto inserire una clausola per cui poteva avere un diritto di veto sull'ingaggio di Ayrton Senna come suo compagno di squadra. Il brasiliano, desideroso di cambiare scuderia, dovette quindi rimanere in McLaren, firmando un accordo in extremis dopo aver valutato anche il ritiro. Senna avrebbe corso a gettone, decidendo di volta in volta, e pretendendo un milione di dollari a gara. La situazione perdurò fino alla vigilia del Gran Premio di Francia, quando trovò un accordo con Ron Dennis valido per tutta la parte restante del campionato.
Al fianco di Prost venne promosso a secondo pilota il collaudatore Damon Hill, dopo che il campione del mondo uscente Mansell, che già era stato confermato per il 1993, ebbe contrasti con Frank Williams, non essendo stato informato che avrebbe fatto coppia con Prost.
La Ferrari era invece impegnata nella ricostruzione della squadra, dopo la disastrosa annata precedente. Ridisegnato l'organico, il presidente Montezemolo diede mandato a Niki Lauda di contattare Senna per sapere se fosse disposto a correre per il team di Maranello. Di fronte alle esose richieste del brasiliano, quantificabili in 30 milioni di dollari a stagione (dovuti al fatto che cercava una squadra che gli permettesse di vincere subito il titolo mondiale), virò su Berger dietro consiglio di Postlethwaite e Barnard. Al suo fianco avrebbe corso il confermato Alesi. Dato che Berger avrebbe cambiato squadra, rimase libero il secondo sedile della McLaren che ingaggiò Michael Andretti, figlio di Mario, e vincitore del campionato di Champ Car nel 1991.
Michael Schumacher venne confermato in Benetton e al suo fianco arrivò Riccardo Patrese con un contratto annuale da seconda guida, che aveva il compito di portare il suo bagaglio di esperienza e di conoscenze tecniche acquisite in Williams. Anche la Lotus mantenne il suo primo pilota Herbert affiancandogli il promettente Zanardi dopo che questi si era messo in luce in una sessione di test a Le Castellet stampando tempi migliori di Schumacher. Confermato anche De Cesaris alla Tyrrell dopo la buona stagione disputata, mentre il ruolo di seconda guida toccò a Ukyo Katayama, reduce dal debutto con la Larrousse.
Rivoluzionò invece la propria formazione la Ligier che ingaggiò l'esperto Martin Brundle dalla Benetton e il giovane Mark Blundell, collaudatore della McLaren. Alboreto, dopo essersi rilanciato con una buona stagione, già da settembre rese noto che avrebbe lasciato la Footwork per approdare alla Scuderia Italia, dove avrebbe fatto coppia con Luca Badoer. Il suo posto venne preso da Derek Warwick, al rientro in Formula 1 dopo due anni di assenza e fresco campione del mondo sportprototipi. Anche Jordan e Larrousse modificarono totalmente il proprio organico: la prima ingaggiò la giovane promessa Rubens Barrichello affiancandogli Ivan Capelli, reduce da una stagione difficile in Ferrari; le vicende del secondo sedile della squadra irlandese furono comunque molto tormentate visto che l'italiano lasciò dopo appena due gare e si alternarono ben quattro piloti (Boutsen, Apicella, Naspetti e Irvine). La seconda invece mise sotto contratto il francese Érik Comas, in uscita dalla Ligier, e il rientrante Philippe Alliot. Infine Minardi confermò Fittipaldi in coppia con Fabrizio Barbazza, mentre la debuttante Sauber assunse due giovani di prospettiva, quali Karl Wendlinger e JJ Lehto.

### Tabella riassuntiva
| Squadra                     | Costruttore | Telaio     | Motore                            | Pneumatici | No | Pilota               | GP    | Test Driver                                                                    |
| --------------------------- | ----------- | ---------- | --------------------------------- | ---------- | -- | -------------------- | ----- | ------------------------------------------------------------------------------ |
| Canon Williams Renault      | Williams    | FW15C      | Renault RS5 3.5 V10               | G          | 0  | Damon Hill           | Tutti | Kenny Bräck David Coulthard                                                    |
| Canon Williams Renault      | Williams    | FW15C      | Renault RS5 3.5 V10               | G          | 2  | Alain Prost          | Tutti | Kenny Bräck David Coulthard                                                    |
| Tyrrell Racing Organisation | Tyrrell     | 020C 021   | Yamaha OX10A 3.5 V10              | G          | 3  | Ukyo Katayama        | Tutti | n/a                                                                            |
| Tyrrell Racing Organisation | Tyrrell     | 020C 021   | Yamaha OX10A 3.5 V10              | G          | 4  | Andrea De Cesaris    | Tutti | n/a                                                                            |
| Camel Benetton Ford         | Benetton    | B193 B193B | Ford HBA7 3.5 V8 Ford HBA8 3.5 V8 | G          | 5  | Michael Schumacher   | Tutti | Paul Belmondo Perry McCarthy Allan McNish Andrea Montermini Alessandro Zanardi |
| Camel Benetton Ford         | Benetton    | B193 B193B | Ford HBA7 3.5 V8 Ford HBA8 3.5 V8 | G          | 6  | Riccardo Patrese     | Tutti | Paul Belmondo Perry McCarthy Allan McNish Andrea Montermini Alessandro Zanardi |
| Marlboro McLaren Ford       | McLaren     | MP4/8      | Ford HBE7 3.5 V8                  | G          | 7  | Michael Andretti     | 1-13  | Jos Verstappen                                                                 |
| Marlboro McLaren Ford       | McLaren     | MP4/8      | Ford HBE7 3.5 V8                  | G          | 7  | Mika Häkkinen        | 14-16 | Jos Verstappen                                                                 |
| Marlboro McLaren Ford       | McLaren     | MP4/8      | Ford HBE7 3.5 V8                  | G          | 8  | Ayrton Senna         | Tutti | Jos Verstappen                                                                 |
| Footwork Mugen Honda        | Footwork    | FA13B FA14 | Mugen-Honda MF-351 HB 3.5 V10     | G          | 9  | Derek Warwick        | Tutti | Jos Verstappen David Brabham                                                   |
| Footwork Mugen Honda        | Footwork    | FA13B FA14 | Mugen-Honda MF-351 HB 3.5 V10     | G          | 10 | Aguri Suzuki         | Tutti | Jos Verstappen David Brabham                                                   |
| Team Lotus                  | Lotus       | 107B       | Ford HBD6 3.5 V8                  | G          | 11 | Alessandro Zanardi   | 1-12  | n/a                                                                            |
| Team Lotus                  | Lotus       | 107B       | Ford HBD6 3.5 V8                  | G          | 11 | Pedro Lamy           | 13-16 | n/a                                                                            |
| Team Lotus                  | Lotus       | 107B       | Ford HBD6 3.5 V8                  | G          | 12 | Johnny Herbert       | Tutti | n/a                                                                            |
| Sasol Jordan                | Jordan      | 193        | Hart 1035 3.5 V10                 | G          | 14 | Rubens Barrichello   | Tutti | Emanuele Naspetti                                                              |
| Sasol Jordan                | Jordan      | 193        | Hart 1035 3.5 V10                 | G          | 15 | Ivan Capelli         | 1-2   | Emanuele Naspetti                                                              |
| Sasol Jordan                | Jordan      | 193        | Hart 1035 3.5 V10                 | G          | 15 | Thierry Boutsen      | 3-12  | Emanuele Naspetti                                                              |
| Sasol Jordan                | Jordan      | 193        | Hart 1035 3.5 V10                 | G          | 15 | Marco Apicella       | 13    | Emanuele Naspetti                                                              |
| Sasol Jordan                | Jordan      | 193        | Hart 1035 3.5 V10                 | G          | 15 | Emanuele Naspetti    | 14    | Emanuele Naspetti                                                              |
| Sasol Jordan                | Jordan      | 193        | Hart 1035 3.5 V10                 | G          | 15 | Eddie Irvine         | 15-16 | Emanuele Naspetti                                                              |
| Larrousse F1                | Larrousse   | LH93       | Lamborghini 3512 3.5 V12          | G          | 19 | Philippe Alliot      | 1-14  | n/a                                                                            |
| Larrousse F1                | Larrousse   | LH93       | Lamborghini 3512 3.5 V12          | G          | 19 | Toshio Suzuki        | 15-16 | n/a                                                                            |
| Larrousse F1                | Larrousse   | LH93       | Lamborghini 3512 3.5 V12          | G          | 20 | Érik Comas           | Tutti | n/a                                                                            |
| Lola BMS Scuderia Italia    | Lola        | T93/30     | Ferrari 040 3.5 V12               | G          | 21 | Michele Alboreto     | Tutti | n/a                                                                            |
| Lola BMS Scuderia Italia    | Lola        | T93/30     | Ferrari 040 3.5 V12               | G          | 22 | Luca Badoer          | Tutti | n/a                                                                            |
| Minardi Team                | Minardi     | M193       | Ford HBC6 3.5 V8                  | G          | 23 | Christian Fittipaldi | 1-14  | n/a                                                                            |
| Minardi Team                | Minardi     | M193       | Ford HBC6 3.5 V8                  | G          | 23 | Jean-Marc Gounon     | 15-16 | n/a                                                                            |
| Minardi Team                | Minardi     | M193       | Ford HBC6 3.5 V8                  | G          | 24 | Fabrizio Barbazza    | 1-8   | n/a                                                                            |
| Minardi Team                | Minardi     | M193       | Ford HBC6 3.5 V8                  | G          | 24 | Pierluigi Martini    | 9-16  | n/a                                                                            |
| Ligier Gitanes Blondes      | Ligier      | JS39       | Renault RS5 3.5 V10               | G          | 25 | Martin Brundle       | Tutti | Éric Bernard                                                                   |
| Ligier Gitanes Blondes      | Ligier      | JS39       | Renault RS5 3.5 V10               | G          | 26 | Mark Blundell        | Tutti | Éric Bernard                                                                   |
| Scuderia Ferrari SpA        | Ferrari     | F93A       | Ferrari 041 3.5 V12               | G          | 27 | Jean Alesi           | Tutti | Nicola Larini Gianni Morbidelli                                                |
| Scuderia Ferrari SpA        | Ferrari     | F93A       | Ferrari 041 3.5 V12               | G          | 28 | Gerhard Berger       | Tutti | Nicola Larini Gianni Morbidelli                                                |
| Sauber                      | Sauber      | C12        | Sauber 2175 3.5 V10               | G          | 29 | Karl Wendlinger      | Tutti | n/a                                                                            |
| Sauber                      | Sauber      | C12        | Sauber 2175 3.5 V10               | G          | 30 | J.J. Lehto           | Tutti | n/a                                                                            |

## Riprese televisive
In Italia, per la terza volta consecutiva, le prove libere, le qualifiche a tre cinquine, il warm-up, la gara e il post-gara venivano trasmesse dalle reti Fininvest come Italia 1 e Canale 5 (che ne trasmette solo una gara di domenica al termine dell'edizione delle 13:00 di TG5 Giorno) con il commento di Andrea De Adamich e Guido Schittone con la partecipazione di Claudia Peroni e Giorgio Piola come inviati dai box all'interno di Grand Prix e Formula 1 '93 per R.T.I. Sport e su Rai 2 in Eurovisione con il commento di Mario Poltronieri, Clay Regazzoni e la partecipazione di Gianfranco Palazzoli ed Ezio Zermiani anche loro nel ruolo di inviati dai box all'interno di vari programmi televisivi sportivi.

## Modifiche al regolamento

### Regolamento tecnico
La FIA cercò di rendere meno veloci le vetture, in particolare in entrata di curva, riducendo la larghezza delle stesse e degli pneumatici per fornire meno aderenza.

### Regolamento sportivo
La stagione 1993 fu all'insegna della continuità rispetto alla precedente, infatti furono ben poche le novità regolamentari introdotte. I cambiamenti più profondi riguardarono il sistema delle qualifiche: a partire dal Gran Premio del Brasile ogni pilota avrebbe avuto a disposizione solamente 12 giri a sessione per marcare il tempo e dei 26 partecipanti, solamente uno non si sarebbe qualificato in modo da far sì che ogni squadra avrebbe avuto almeno un pilota schierato sulla griglia di partenza. Inoltre fu limitato l'uso del muletto alla sola giornata di gara, mentre venne vietato per le prove e fu ridotto da dieci a sette il numero di set di pneumatici da utilizzare nel corso del fine settimana.

## Riassunto della stagione

### Gran Premio del Sudafrica
Al suo ritorno alle competizioni dopo un anno sabbatico, Prost ottenne subito la pole position con la Williams, nonostante il fatto che a 1700 metri di altitudine il motore Renault non potesse far valere tutta la sua superiorità rispetto alla concorrenza; al suo fianco, vicinissimo, si qualificò il rivale di sempre Senna, che aveva accettato di correre un altro anno con la McLaren, anche se per la prima parte della stagione il suo fu di fatto un contratto a gettone. Il brasiliano arrivava al primo Gran Premio dopo aver provato solo una volta la McLaren pochi giorni prima dell'inizio del Mondiale, in un breve test a Silverstone.
Al via Prost partì male e venne infilato da Senna, che prese il comando, e da Schumacher su Benetton. Hill, invece, nel tentativo di infastidire Senna, poche centinaia di metri più tardi finì in testacoda (ripartì dodicesimo e finirà definitivamente out al 18º giro speronato da Zanardi) e restituì quindi la terza posizione al compagno di squadra. Dopo aver impresso un buon ritmo nei primi giri, Senna ebbe un problema al 4º giro alla sospensione attiva della McLaren e cominciò a correre in difesa. Intanto Prost stava cominciando a rimontare e al 13º giro superò Schumacher, mettendosi a caccia del brasiliano. Dopo averlo raggiunto tentò un primo attacco al 15º giro, ma il brasiliano riuscì a resistere per diverse tornate, fino a quando dovette cedere nel corso del 24º giro dopo una serie di lotte ruota a ruota; in quello stesso giro anche Schumacher passò il brasiliano, ma i due rientrano subito ai box e Senna tornò davanti al cambio gomme.
Il tedesco tentò di prendersi nuovamente la posizione, ma al 40º giro forzò troppo la staccata e, dopo aver toccato il posteriore della McLaren, si girò e venne costretto al ritiro. In questo modo diventò terzo il suo compagno di squadra Patrese, che 7 giri dopo però uscì di pista a sua volta, ritirandosi. Prost, frattanto, comandava ancora la gara nonostante un acquazzone che nella fase finale, visto anche che Senna si preoccupava di amministrare la sua seconda piazza con una vettura sempre più difficile da tenere in strada col progredire della corsa. Chi ne fece le spese fu invece Warwick sulla sua Footwork che, al rientro dopo due anni, andò in testacoda sbattendo sul muro mentre era in zona punti. Salì quindi in terza posizione Blundell, che a fine gara fu in grado di portare alla Ligier il podio che le mancava da sette anni. Completarono l'ordine di arrivo Fittipaldi, quarto su Minardi, e Lehto, quinto con la debuttante Sauber, in una gara che vide solo 5 vetture al traguardo. Quindi Berger, sebbene tradito dal motore Ferrari ad un giro dalla fine, venne comunque classificato sesto e prese un punto.

### Gran Premio del Brasile

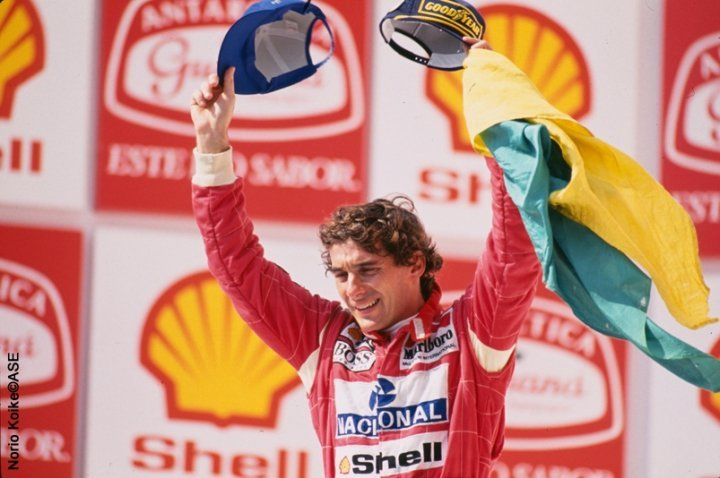
Senna festeggia la vittoria di Interlagos

La March, che già in Sudafrica non era riuscita a partecipare, si ritirò ufficialmente dal Mondiale; rimasero così 26 concorrenti. Per non far sì che vi fossero 26 qualificati su 26 partecipanti, le squadre decisero di non ammettere alla corsa l'autore dell'ultimo tempo in prova: fu dunque Ivan Capelli a mancare la qualificazione in quella che fu la sua ultima partecipazione a una gara di Formula 1. Le qualifiche vennero nuovamente dominate dalla Williams che occupò la prima fila. Al via Prost scattò in testa, mentre Hill venne superato da Senna, anche se all'11º giro l'inglese si riprese la seconda piazza. Dietro ai primi vi fu anche un incidente tra Andretti e Berger, senza conseguenze per i piloti. Una volta stabilizzatesi le prime posizioni vedevano Prost al comando davanti a Hill, Senna, Schumacher, Alesi e Lehto. Al 24º giro, però Senna ricevette uno stop-and-go per aver sorpassato in regime di bandiere gialle. Poco dopo un improvviso acquazzone generò il caos in pista con i piloti che si precipitano a cambiare le gomme, mentre Suzuki, Katayama e Fittipaldi furono costretti al ritiro.
Prost, credendo che ai box fosse rientrato Hill dopo aver male interpretato un messaggio radio della Williams, ritardò il cambio di pneumatici, ma si trovò improvvisamente davanti la vettura di Fittipaldi ferma in mezzo alla pista e la centrò venendo costretto al ritiro. I commissari di gara decisero dunque di far entrare la safety car per 7 giri al fine di sgomberare il tracciato dai rottami delle auto incidentate; questo permise di compattare il gruppo e, con la pista ancora bagnata, Senna passò la Williams di Hill al 42º giro. Dietro di loro era intanto risalito al terzo posto Herbert, abile a sfruttare le soste ai box, seguito da Lehto, Blundell e Zanardi. Nel frattempo stava rimontando posizioni Schumacher, che era precipitato al nono posto a causa di uno stop-and-go. Il tedesco riuscì a portarsi ai margini del podio e all'ultimo giro, dopo un vivace duello, ebbe la meglio su Herbert conquistando l'ultimo gradino del podio. Quinto era Blundell, seguito da Zanardi, che conquistò così quello che rimarrà l'unico punto della sua carriera in Formula 1. Per la McLaren invece si trattò della centesima vittoria nella competizione. Senna si portò quindi al comando del campionato con 16 punti contro i 10 di Prost.

### Gran Premio d'Europa
Il primo e ultimo Gran Premio disputato a Donington rimarrà nella storia come una delle più memorabili imprese di Ayrton Senna. Se le qualifiche avevano confermato il predominio della Williams, che occupò nuovamente la prima fila, la gara, svoltasi su pista bagnata, esaltò le capacità di guida del brasiliano. Alla partenza Prost e Hill mantennero le prime posizioni, mentre Schumacher chiuse Senna all'esterno ed entrambi vennero superati da Wendlinger. Nel corso del primo passaggio, però il brasiliano sopravanzò Schumacher già all'uscita della prima curva, Wendlinger, Hill e Prost, conquistando la testa della corsa alla penultima curva del primo giro. Più indietro, Andretti e Wendlinger entrarono in contatto e furono costretti al ritiro, mentre Barrichello risalì addirittura in quarta posizione dietro al duo Williams.

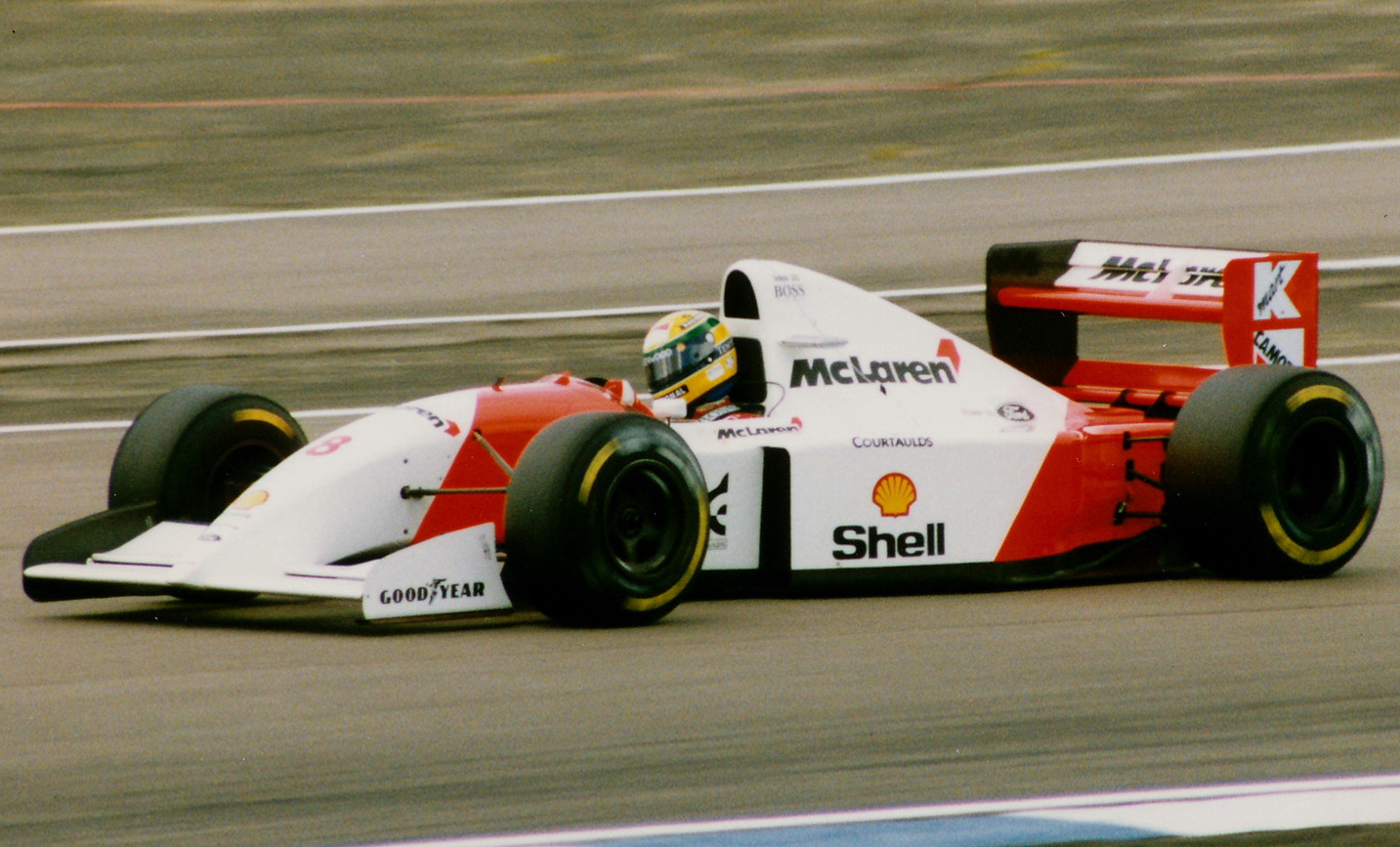
Ayrton Senna fu protagonista a Donington di una prestazione di grande rilievo, imponendosi con oltre un minuto di distacco su Hill

Senna conquistò immediatamente un grande vantaggio sugli inseguitori; la gara divenne un continuo susseguirsi di acquazzoni di pochi minuti ciascuno, che obbligano i piloti ad un gran numero di cambi gomme. Senna non si lasciò sorprendere dalle mutevoli condizioni meteo e vinse la seconda gara consecutiva davanti a Hill, Prost (addirittura doppiato dal brasiliano), Herbert (quarto per la seconda volta consecutiva), Patrese e Barbazza, al primo punto in carriera; Barrichello viene invece tradito dalla sua Jordan (guasto ai freni) a cinque giri dalla fine mentre si trovava in zona podio al 3º posto, posizione che cedette così a Prost, che in precedenza aveva perso la seconda piazza in quanto rallentato dalle sette soste ai box, sopra la media degli altri piloti, e da un problema con la frizione nel ripartire da una sosta al box. A questo punto Senna aveva accumulato un vantaggio di dodici punti sul francese, suo inseguitore più prossimo.

### Gran Premio di San Marino
Prost conquistò la pole position anche a Imola, ma un violento acquazzone si era abbattuto in mattinata sul circuito e i piloti furono costretti a partire con pneumatici da bagnato. Il francese, rallentato da un problema alla frizione scattò male e venne superato da Hill, il quale prese subito un buon margine, e da Senna alla staccata della Tosa. Nonostante tutto, dopo sette giri Prost riuscì prendendosi qualche rischio a recuperare la posizione sul brasiliano; dietro di loro seguivano invece Schumacher, Berger e Wendlinger. Al nono giro cominciarono le soste ai box per montare gomme da asciutto, visto che la pista si stava asciugando. Approfittando di un pit stop non perfetto dei meccanici Williams, Senna riuscì a riprendersi la posizione, ma al dodicesimo giro Prost fu in grado di superare in un colpo solo alla Tosa i due rivali che lo precedevano. Senna passò Hill, che in seguito al 21º giro uscì di pista per un guaio ai freni e fu costretto a ritirarsi.
Terzo si ritrovò quindi Schumacher, seguito da Wendlinger, Andretti e Alesi. Sia l'americano che il francese furono però costretti al ritiro: il primo per problemi ai freni, il secondo per guai alla frizione. Anche Senna si ritirò, al 43º giro per un guasto all'impianto idraulico, lasciando la seconda piazza a Schumacher. Prost nel frattempo si avviava verso la vittoria, nonostante problemi all'acceleratore nelle fasi finali di gara, mentre era molto accesa la lotta al quarto posto che vedeva confrontarsi Lehto con Zanardi e Herbert. Nonostante fossero più veloci, i piloti Lotus non riuscirono a passare il finlandese: Zanardi commise infatti un errore e incidentò la sua vettura, mentre Herbert fu costretto al ritiro da problemi al motore. Le posizioni in classifica non cambiarono ulteriormente e Prost vinse con ampio margine su Schumacher e Brundle, che portò al secondo podio stagionale la Ligier, mentre Lehto concluse quarto con la Sauber nonostante la rottura del motore a due giri dalla fine. Finirono nei punti anche Alliot e Barbazza, sesto per la seconda volta consecutiva con la Minardi. Prost riuscì così a ridurre il distacco nei confronti di Senna a due lunghezze, portandosi a 24 punti contro i 26 del brasiliano.

### Gran Premio di Spagna
A Barcellona Prost conquistò ancora una volta la pole position davanti a Hill nelle qualifiche. La domenica, alla partenza accadde un fatto insolito, con il semaforo che da rosso diventò giallo lampeggiante anziché verde, ma in realtà il via era regolare, con Hill che scavalcò il compagno di squadra; a seguire Senna, Schumacher, Patrese, Andretti e Alesi. Tuttavia all'11º giro il francese si riprese la prima posizione sull'inglese, pur senza riuscire a distanziarlo. 
Non ci furono altri cambiamenti fino a quando, durante il 42º giro, l'inglese ruppe il motore e si ritirò. Senna scalò quindi in seconda posizione, ma un errore al box durante un cambio gomme lo mise in difficoltà, visto che si ritrovò incalzato a breve distanza da Schumacher. Il tedesco tentò di passare il brasiliano ma venne costretto a desistere dopo una breve escursione nella sabbia causata dalla rottura del motore di Zanardi che aveva inondato di olio la pista.
Le posizioni di testa non cambiarono più fino al termine e i primi tre giunsero al traguardo seguiti da Patrese, Andretti per la prima volta a punti con l'altra McLaren, e Berger. Grazie alla vittoria conseguita Prost scavalcò Senna in testa alla classifica piloti per due punti, mentre gli altri sfidanti erano tutti molto più staccati.

### Gran Premio di Monaco
Per la prima volta dalla gara in Sudafrica la prima fila non era occupata interamente dalla Williams: Prost aveva comunque conquistato la pole, ma al suo fianco si trovava Schumacher, con Senna terzo e Hill a completare la seconda fila. Al via le posizioni di testa rimasero invariate, ma il francese si era mosso con leggero anticipo rispetto al semaforo verde e ricevette di conseguenza uno stop-and-go di 10 secondi; al momento però di ripartire dai box dopo la penalità il motore gli si spense e, quando i meccanici Williams riuscirono a farlo ripartire, Prost era ormai 22º con un giro di ritardo rispetto a Schumacher che guidava la gara. Intanto il tedesco era riuscito ad aumentare notevolmente il proprio vantaggio nei confronti di Senna fino a quando, nel corso del 32º giro, perse tre secondi, prima di ritirarsi il passaggio successivo per un problema idraulico.
Il brasiliano si trovò dunque a guidare la corsa, seguito da Hill e dal duo Ferrari, con Berger che diede vita ad un acceso duello con il compagno di squadra Alesi riuscendo, dopo un contatto al 62º giro, a passarlo al 64º giro. L'austriaco si mise alla caccia di Hill e, dopo averlo raggiunto al 71º giro, tentò l'attacco al Loews, ma fini per speronarlo venendo costretto al ritiro. Senna invece condusse la gara fino alla vittoria (nonostante il brivido di un cambio gomme "difettoso" che aveva portato Hill nelle sue vicinanze), la sua sesta a Monaco e la quinta consecutiva. Prost giunse infine quarto, seguito da Fittipaldi e Brundle.
Il brasiliano si riportò così in testa al mondiale, mentre Alesi portò alla Ferrari il primo podio stagionale dopo un avvio del mondiale molto problematico.

### Gran Premio del Canada
Dopo aver occupato nuovamente la prima fila, al via Hill sopravanzò il compagno di squadra, portandosi al comando della corsa; alle sue spalle fu autore di un ottimo scatto Berger, che si portò terzo, mentre Schumacher ebbe problemi al controllo di trazione e perse diverse posizioni. Senna intanto, che partiva dall'ottava piazzola, rimontò velocemente e al secondo passaggio era riuscito a issarsi al terzo posto. Schumacher, dal canto suo, si portò quarto, mentre Berger, che aveva problemi a gestire la vettura a serbatoio pieno, lasciò strada pure ad Alesi. Al sesto giro, Prost superò il compagno di squadra, portandosi in testa e a partire da quel momento non lasciò più la posizione.
Senna intanto aveva forzato il ritmo avvicinandosi a Hill, ma non ci furono cambiamenti di posizione fino alla sosta per il cambio gomme, durante la quale l'inglese della Williams venne attardato da alcuni problemi, scivolando in quarta posizione. Nel finale di gara Senna cominciò a recuperare su Prost e Schumacher a sua volta sul brasiliano, fino a quando la McLaren non venne colpita da un guasto all'alternatore a sette giri dalla fine. Prost poté quindi involarsi verso il successo e andò a vincere davanti a Schumacher, Hill, Berger, Brundle e Wendlinger, a punti per la prima volta in questa stagione. Il francese della Williams era di nuovo in testa al mondiale, con cinque punti di vantaggio sul rivale brasiliano.

### Gran Premio di Francia
Per la prima volta durante la stagione la pole position venne ottenuta da Damon Hill, che precedeva il compagno di squadra e le due Ligier. Al via l'ordine rimase pressoché invariato, a parte il sorpasso di Schumacher su Alesi, con Hill che conduceva davanti a Prost, Brundle, Blundell, Senna e Schumacher. Per 20 giri le posizioni rimasero inalterate, ma, al 21º passaggio, un'incomprensione tra Blundell e il doppiato De Cesaris, causò un incidente con il pilota inglese che finì contro le barriere.
Ai cambi gomme, Prost riuscì a sopravanzare Hill, prendendo la testa della corsa, mentre Brundle stava lottando con Senna e Schumacher per il terzo posto. L'alfiere della Ligier fu però costretto a modificare la sua strategia, passando da una a due soste, perché l'usura degli pneumatici si stava dimostrando superiore alle attese. Approfittando dunque della sua fermata ai box Senna e Schumacher riuscirono a passarlo e, poco dopo, approfittando del doppiaggio di Warwick, il tedesco ebbe la meglio anche sul pilota della McLaren. Le posizioni di testa non cambiarono più fino al termine e Prost vinse davanti a Hill, Schumacher, Senna, Brundle e Andretti.

### Gran Premio di Gran Bretagna

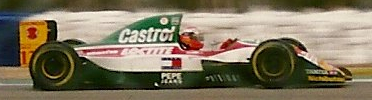
Herbert fotografato durante il Gran Premio di Gran Bretagna 1993. Alla guida della sua Lotus ottenne il quarto posto

Al via Prost scattò ancora davanti a tutti, ma la sua partenza non fu brillante e venne scavalcato da Hill e Senna, che dal quarto posto sulla griglia di partenza era balzato in seconda posizione. Il brasiliano riuscì a resistere per alcuni passaggi agli attacchi di Prost, grazie soprattutto alla stabilità della sua vettura, ma venne sopravanzato nel corso del settimo giro e poco più tardi dovette cedere il passo anche Schumacher.
Prost cominciò a rimontare su Hill, ma i distacchi furono neutralizzati quando la safety car entra in pista per un incidente di Badoer alla curva Woodcote. Quando la corsa riprese Hill cercò di ricostruire il vantaggio che aveva verso i rivali, segnando anche il giro più veloce, ma nel corso del 41º passaggio il motore della sua Williams si ruppe e venne costretto a ritirarsi; Prost ereditò così il comando della gara davanti a Schumacher e Senna. Dietro di loro si era intanto accesa la lotta per il quarto posto che vedeva impegnati Brundle, Herbert e Patrese, con il padovano che passò prima il pilota della Lotus e poi approfittò del ritiro dell'inglese della Ligier per portarsi ai margini del podio. L'ordine rimase invariato fino all'ultima tornata, quando Senna, come già accaduto due anni prima, rimane senza benzina a poche curve dalla fine e si ferma lungo il tracciato; il brasiliano venne comunque classificato quinto (in quanto primo dei doppiati), alle spalle di Prost, Schumacher, Patrese e Herbert e davanti a Warwick, che portò il primo punto della stagione alla Footwork. Prost aveva ormai preso il largo in classifica piloti, contando un margine di 20 punti su Senna e 37 su Schumacher.

### Gran Premio di Germania

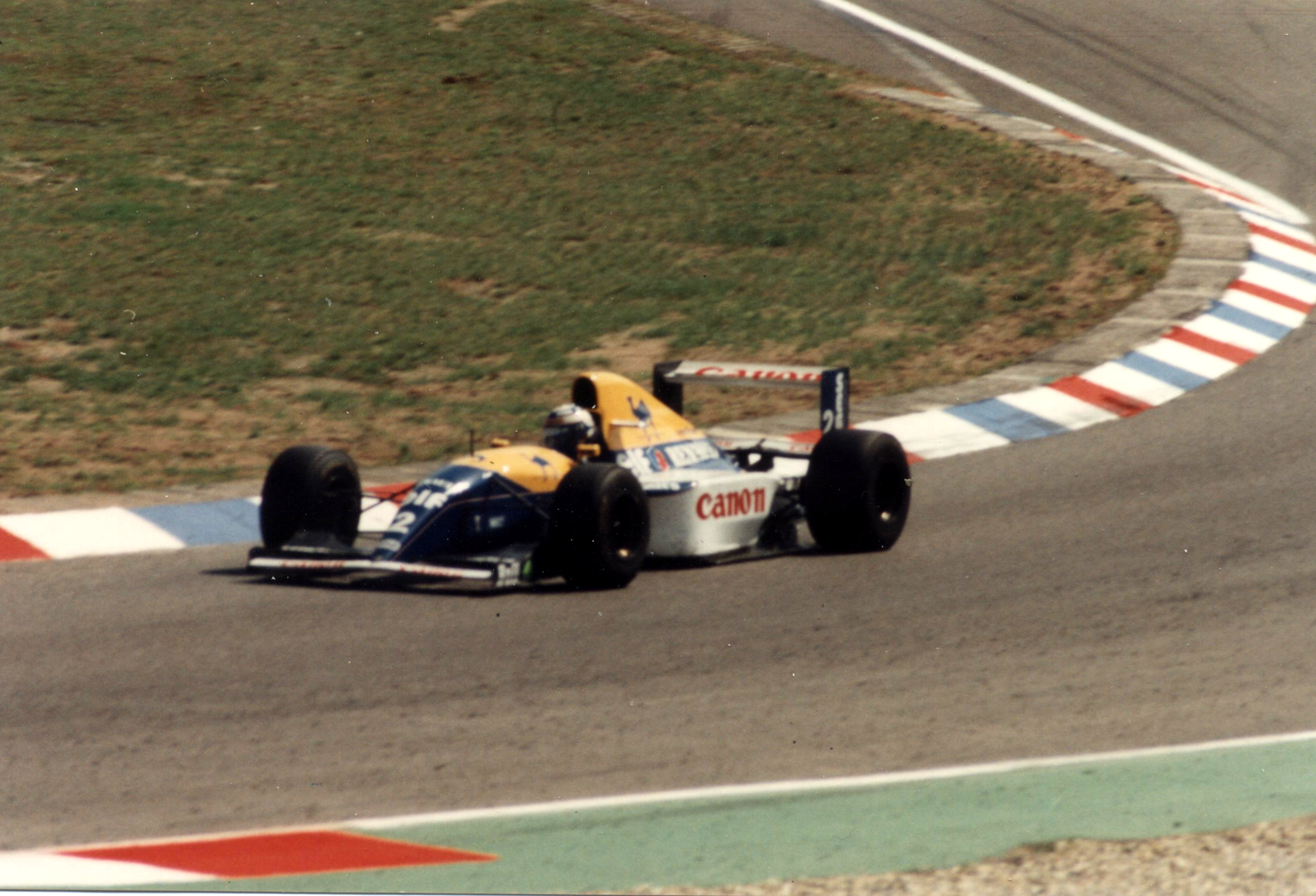
Alain Prost colse al Gran Premio di Germania il suo cinquantunesimo e ultimo successo in carriera

Al via Prost viene sopravanzato da Hill, Schumacher e Senna dopo uno scatto poco brillante; alla prima staccata però il francese arriva appaiato al brasiliano; i due vengono a contatto, Senna va in testacoda e riparte per ultimo. La Ligier di Brundle tenta di attaccare il pilota della Williams alla seconda chicane, ma va in testacoda e taglia la variante; anche Prost taglia la chicane, per evitare l'incidente, e così pure fa Suzuki dietro di loro.  Tutti e tre i piloti vengono penalizzati con uno stop-and-go; Prost criticherà questa decisione a fine gara. Prima di doversi fermare, il francese supera Schumacher e Hill, portandosi in testa alla gara dopo poche tornate; quando rientra è sesto, alle spalle anche di Blundell, Patrese e Brundle. Il francese recupera nuovamente fino alla seconda posizione, ma lo svantaggio nei confronti del compagno di squadra è troppo grande per essere colmato. Nel frattempo, Senna ha rimontato fino alla quinta piazza. A una tornata e mezzo dal termine Hill si ritira per lo scoppio della gomma posteriore sinistra; Prost vince così davanti a Schumacher, Blundell, Senna, Patrese e Berger, autore di una gara d'attacco.

### Gran Premio d'Ungheria
Al via del giro di ricognizione la vettura di Prost rimane ferma sulla griglia e il francese è costretto a partire dall'ultima posizione. Alla partenza Schumacher nel tentativo di passare Hill va troppo all'esterno e viene superato da Senna, Berger e dal compagno di squadra Patrese. Hill quindi prende il comando della corsa davanti a Senna, Berger, Patrese, Schumacher e Alesi. L'inglese conquista subito un grande vantaggio sugli inseguitori, mentre Schumacher, tentando di recuperare, compie invece un testacoda al quarto giro che lo fa andare fuori pista e riparte decimo. Nel corso della diciottesima tornata Senna, ancora secondo, si ritira per un problema all'acceleratore; Schumacher, autore di una grande rimonta, si ritrova secondo dopo aver passato il compagno di squadra al 19º giro, ma si ritirerà 6 tornate più tardi a causa di un guasto al motore.
Prost nel frattempo, che aveva rimontato fino alla quarta posizione, al 21º giro deve tornare ai box per sostituire l'alettone posteriore, rientrando in pista con sette giri di ritardo. Hill comanda in solitario, Patrese amministra la seconda piazza, mentre Berger conquista il podio superando Warwick, Brundle e Martini che rimangono a lottare per il quarto posto; alla fine l'italiano esce di pista, mentre gli altri due concludono nell'ordine. Hill conquista così la prima vittoria in carriera davanti a Patrese, Berger, Warwick, Brundle e Wendlinger; per Patrese si tratta dell'ultimo podio in carriera, mentre per Warwick è l'ultimo arrivo in zona punti.

### Gran Premio del Belgio
Al via Prost mantiene la testa della corsa, mentre Senna compie un ottimo scatto e si porta in seconda posizione, sopravanzando Hill. Alle sue spalle, Schumacher ha dei problemi con il launch control della sua Benetton, così come il compagno di squadra Patrese; il tedesco però perde meno tempo dell'italiano e alla prima curva si trova decimo; nel corso del secondo giro Hill, sfruttando la cavalleria del V10 Renault, passa Senna alla salita verso il Radillon. Schumacher recupera fino alla quarta piazza e durante il primo cambio gomme passa Senna. Prost e Hill in testa fanno un po' di tira e molla, ma il francese durante il secondo cambio-gomme ha un contrattempo e viene passato dal compagno di squadra, rientrando in pista davanti a Schumacher, che lo passa due giri più tardi. Senna invece, 4°, arriva al traguardo staccato e solitario con una McLaren in preda a vibrazioni fastidiose. L'ordine rimane invariato e Hill ottiene la seconda vittoria consecutiva davanti a Schumacher, Prost, Senna, Herbert (che porta alla Lotus gli ultimi punti della sua storia) e Patrese; a quattro gare dalla conclusione del campionato, la Williams conquista matematicamente il titolo costruttori.

### Gran Premio d'Italia

Le monoposto affrontano la prima chicane subito dopo la partenza; Prost (2) e Alesi (27) sfilano in testa, mentre Senna (8) viene al contatto con Hill (0).

Ancora una volta le Williams dominarono le qualifiche, occupando l'intera prima fila con Prost davanti al compagno di squadra Hill. Protagonista delle qualifiche fu anche il francese Alesi, in grado di piazzare la sua Ferrari in seconda fila scatenando l'entusiasmo del pubblico presente dopo che per alcuni minuti era riuscito ad issarsi in testa alla classifica dei tempi migliori. Al via Prost mantenne la testa della corsa, mentre Alesi che sopravanzò Hill, il quale ingaggiò un duello con Senna per la terza piazza; alla prima chicane la McLaren toccò però la Williams e la macchina del brasiliano si alzò da terra, ricadendo pesantemente; entrambi ripartirono diverse posizioni più indietro. Nella seconda metà della griglia alcune vetture si scontrarono tra loro; si ritirano Suzuki, Warwick, Barrichello, Apicella e Lehto, mentre Alliot e Fittipaldi dovettero tornare ai box per riparare le proprie vetture. Mentre Prost conduceva la gara, al 2º giro alla Variante Ascari Schumacher passò Alesi e conquista la seconda piazza; il ferrarista più tardi perse anche la terza posizione, quando Hill in rimonta (aveva già passato Brundle, Herbert e Berger) lo superò. La rimonta invece non riuscì a Senna che al nono giro, nel tentativo di recuperare, arrivò a ruote bloccate alla Seconda Variante per noie ai freni e tamponò Brundle, costringendo entrambi al ritiro.
Alla ventunesima tornata sulla Benetton di Schumacher si ruppe il motore; Hill recuperò lo svantaggio nei confronti del compagno di squadra, finendo per raggiungerlo nell'ultima fase di gara. A pochi chilometri dal termine Prost si ritirò, tradito dal motore della sua Williams, e dovette così rimandare la conquista matematica del titolo; Hill conquistò così la terza vittoria consecutiva davanti ad Alesi e Andretti, per la prima volta sul podio nella sua ultima gara in Formula 1, prima di essere appiedato dalla McLaren. Gli altri piloti a punti furono Wendlinger, Patrese e Comas.

### Gran Premio di Portogallo
Il venerdì Alain Prost annuncia il ritiro dalle corse a fine stagione. Sulla McLaren che fu di Andretti debutta il finlandese Mika Häkkinen, qualificandosi a sorpresa davanti al compagno Senna. Al giro di formazione la vettura di Hill non si avvia; il pilota inglese è costretto a schierarsi in ultima posizione. Al via Alesi azzarda una traiettoria esterna e prende il comando, seguito da Häkkinen, Senna, Prost (superato in partenza anche dal duo McLaren oltre che dal ferrarista), Schumacher e Berger. Senna sorpassa Häkkinen a metà del primo giro e si mette all'inseguimento di Alesi, ma al 19º giro si ritira con il motore rotto, dicendo addio alla seconda piazza; al 20º giro Alesi e Häkkinen vanno a cambiare le gomme, Schumacher invece si ferma più tardi, e sbuca davanti al duo dopo la sosta.
I piloti Williams invece sono gli ultimi a tornare ai box, con Hill in grande rimonta; Prost invece non riesce a rientrare davanti a Schumacher. Al termine della serie di pit stop Schumacher passa al comando davanti a Prost, Alesi, Häkkinen e Hill. Al 33º giro Häkkinen, in scia ad Alesi, si ritira per un incidente e tre tornate dopo toccherà a Berger, autore di una pericolosa carambola lungo il rettifilo. Schumacher, Prost e Hill non si fermeranno più ai box e il tedesco manterrà il comando fino alla fine (prima vittoria stagionale) nonostante gli attacchi di Prost, a cui basta il secondo posto per conquistare matematicamente il quarto titolo mondiale in carriera. Hill conclude terzo sopravanzando Alesi grazie alla seconda sosta ai box per cambiare le gomme del francese della Ferrari; la zona punti è chiusa da Wendlinger e Brundle.

### Gran Premio del Giappone
In Giappone debuttano Jean-Marc Gounon con la Minardi, Toshio Suzuki con la Larrousse ed Eddie Irvine con la Jordan, mentre la Lola Scuderia Italia si ritira dal campionato.  Al via Senna prende la testa della corsa, davanti a Prost, Häkkinen, Berger, Irvine, Schumacher e Hill; questi ultimi hanno nel giro di qualche tornata la meglio sull'irlandese della Jordan; si mettono in coda a Berger e nel frattempo Hill al 10º giro passa Schumacher, che al 12º giro (a causa di un'improvvisa frenata a ruote bloccate dell'inglese chiuso dall'austriaco) arriva "lungo", tocca il posteriore della Williams e si ritira a causa di una sospensione rotta. Prost passa in testa ai pit stop, ma presto comincia a piovere e la pista si inumidisce; Senna, più a suo agio del rivale, riprende il comando passando Prost alla curva "cucchiaio", poco prima che entrambi si fermino ai box per montare le rain. Anche Hill si ferma, tra l'altro vittima anche di una foratura, ma i meccanici Williams compiono l'errore di rimandarlo in pista con altre slick.
Hill è costretto a rifermarsi ma poi comincia a rimontare, arrivando alla quarta posizione davanti a Irvine, che per stare incollato all'inglese riesce a sdoppiarsi da Senna che lo aveva appena passato: nel dopo-gara vi sarà un diverbio fra il brasiliano e il nordirlandese. Hill mantiene tuttavia il quarto posto, poi la pioggia cessa e i piloti rimontano gomme da asciutto ma Berger rimane attardato, visto che i meccanici Ferrari compiono l'errore di rimandarlo in pista con le rain. Senna, con una McLaren per la prima volta in stagione capace di sfidare le Williams in quanto a prestazioni assolute, gestisce la corsa restando in testa fino al termine, precedendo sul traguardo Prost, Häkkinen, Hill, Barrichello e Irvine, a punti al debutto grazie ad un sorpasso al 49º giro al veterano Warwick che nella circostanza finisce fuori e si ritira.

### Gran Premio d'Australia

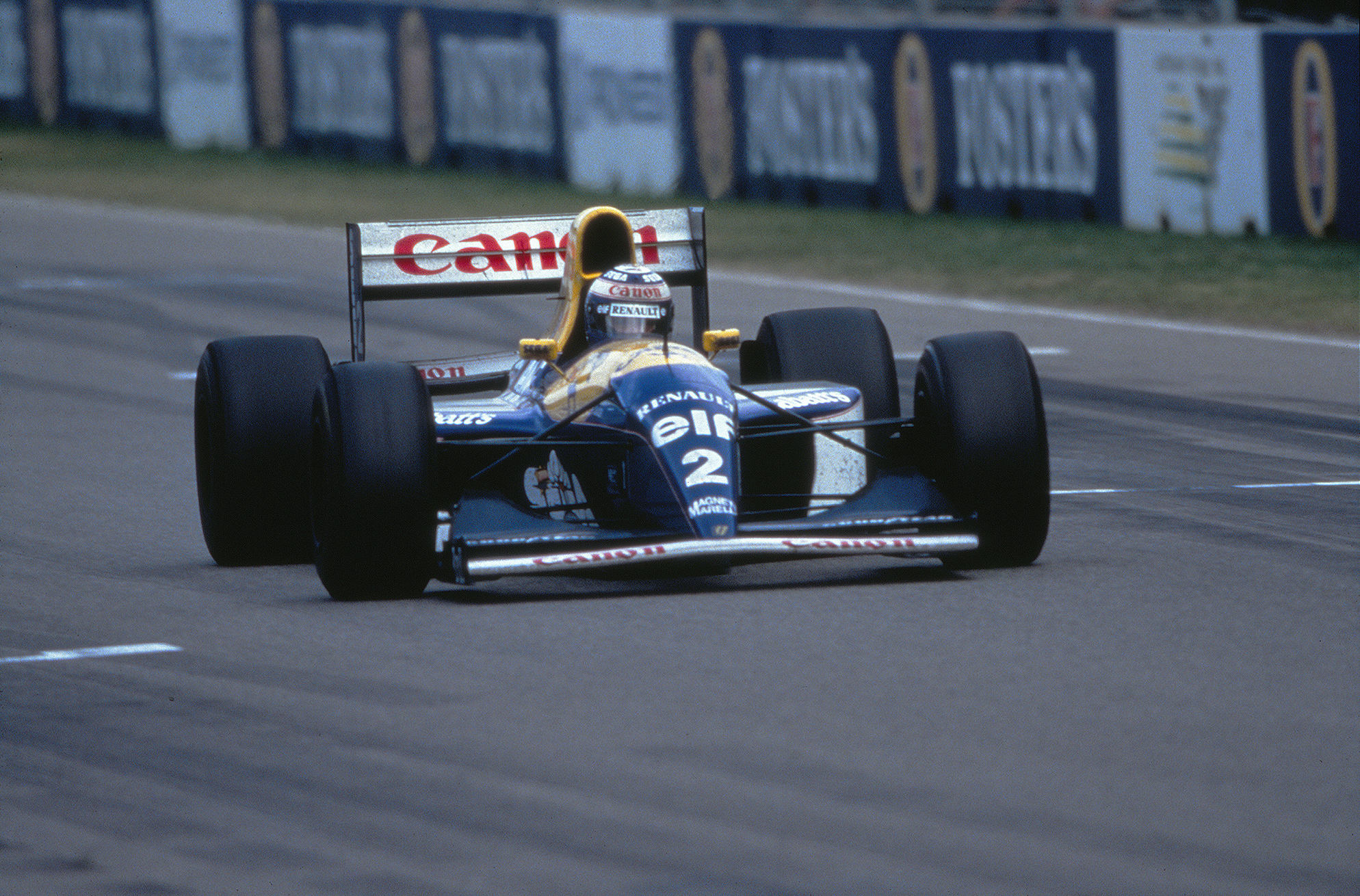
Alain Prost, impegnato nella sua ultima gara in Formula 1, ad Adelaide

Per la prima volta la pole position non è di un pilota della Williams, ma di Ayrton Senna. La procedura di partenza deve essere ripetuta tre volte, perché nei primi due tentativi le vetture di Katayama e Irvine rimangono ferme sulla griglia. Al via Senna mantiene il comando davanti a Prost, Hill, Schumacher, Berger, Brundle, Häkkinen e Alesi. Häkkinen passa subito nelle fasi iniziali Brundle, che sarà sorpassato anche da Alesi. Berger accusa un problema ai freni e viene passato prima da Häkkinen al 13º giro e poi da Alesi al 19°, tornata in cui il motore Ford lascia a piedi Schumacher. Al 27º giro invece si ritira Häkkinen per un problema ad una ruota. Senna intanto controlla la gara, anche se in difficoltà col motore Ford che tende a spegnersi sotto i 7000 giri, e precede i due rivali della Williams fino alla conclusione.
Sul finire della gara Hill va in testacoda nel tentativo di superare Prost, ma finisce ugualmente terzo dietro al francese, dato il grande vantaggio sul quarto; chiudono la zona punti Alesi, Berger (che durante la gara ha accusato dei problemi ai freni, poi risolti) e Brundle. Vincendo per la quinta volta nella stagione, Senna conquista il secondo posto nel Mondiale ai danni di Hill; è l'ultima gara con la McLaren e l'ultima vittoria per il brasiliano in Formula 1, nel giorno dell'ultimo gran premio in carriera del suo grande rivale Alain Prost, che gli lascia per il 1994 la Williams (sulla quale Senna troverà la morte a Imola); i due si stringono la mano sul podio.

## Risultati

### Risultati dei Gran Premi
| N° | Gara                         | Luogo                     | Pole position | Giro più veloce    | Pilota vincitore   | Costruttore      | Resoconto |
| -- | ---------------------------- | ------------------------- | ------------- | ------------------ | ------------------ | ---------------- | --------- |
| 1  | Gran Premio del Sudafrica    | Kyalami                   | Alain Prost   | Alain Prost        | Alain Prost        | Williams-Renault | Resoconto |
| 2  | Gran Premio del Brasile      | Interlagos                | Alain Prost   | Michael Schumacher | Ayrton Senna       | McLaren-Ford     | Resoconto |
| 3  | Gran Premio d'Europa         | Donington Park            | Alain Prost   | Ayrton Senna       | Ayrton Senna       | McLaren-Ford     | Resoconto |
| 4  | Gran Premio di San Marino    | Imola                     | Alain Prost   | Alain Prost        | Alain Prost        | Williams-Renault | Resoconto |
| 5  | Gran Premio di Spagna        | Catalunya                 | Alain Prost   | Michael Schumacher | Alain Prost        | Williams-Renault | Resoconto |
| 6  | Gran Premio di Monaco        | Monaco                    | Alain Prost   | Alain Prost        | Ayrton Senna       | McLaren-Ford     | Resoconto |
| 7  | Gran Premio del Canada       | Circuit Gilles Villeneuve | Alain Prost   | Michael Schumacher | Alain Prost        | Williams-Renault | Resoconto |
| 8  | Gran Premio di Francia       | Magny-Cours               | Damon Hill    | Michael Schumacher | Alain Prost        | Williams-Renault | Resoconto |
| 9  | Gran Premio di Gran Bretagna | Silverstone               | Alain Prost   | Damon Hill         | Alain Prost        | Williams-Renault | Resoconto |
| 10 | Gran Premio di Germania      | Hockenheimring            | Alain Prost   | Michael Schumacher | Alain Prost        | Williams-Renault | Resoconto |
| 11 | Gran Premio d'Ungheria       | Hungaroring               | Alain Prost   | Alain Prost        | Damon Hill         | Williams-Renault | Resoconto |
| 12 | Gran Premio del Belgio       | Spa-Francorchamps         | Alain Prost   | Alain Prost        | Damon Hill         | Williams-Renault | Resoconto |
| 13 | Gran Premio d'Italia         | Monza                     | Alain Prost   | Damon Hill         | Damon Hill         | Williams-Renault | Resoconto |
| 14 | Gran Premio del Portogallo   | Estoril                   | Damon Hill    | Damon Hill         | Michael Schumacher | Benetton-Ford    | Resoconto |
| 15 | Gran Premio del Giappone     | Suzuka                    | Alain Prost   | Alain Prost        | Ayrton Senna       | McLaren-Ford     | Resoconto |
| 16 | Gran Premio d'Australia      | Adelaide                  | Ayrton Senna  | Damon Hill         | Ayrton Senna       | McLaren-Ford     | Resoconto |

## Classifiche

### Sistema di punteggio
| Posizione | 1ª | 2ª | 3ª | 4ª | 5ª | 6ª |
| Punti     | 10 | 6  | 4  | 3  | 2  | 1  |

### Classifica piloti
| Pos. | Pilota               |     |     |     |     |     |     |     |     |     |     |     |     |     |     |     |     | Punti |
| ---- | -------------------- | --- | --- | --- | --- | --- | --- | --- | --- | --- | --- | --- | --- | --- | --- | --- | --- | ----- |
| 1    | Alain Prost          | 1   | Rit | 3   | 1   | 1   | 4   | 1   | 1   | 1   | 1   | 12  | 3   | 12  | 2   | 2   | 2   | 99    |
| 2    | Ayrton Senna         | 2   | 1   | 1   | Rit | 2   | 1   | 18* | 4   | 5*  | 4   | Rit | 4   | Rit | Rit | 1   | 1   | 73    |
| 3    | Damon Hill           | Rit | 2   | 2   | Rit | Rit | 2   | 3   | 2   | Rit | 15* | 1   | 1   | 1   | 3   | 4   | 3   | 69    |
| 4    | Michael Schumacher   | Rit | 3   | Rit | 2   | 3   | Rit | 2   | 3   | 2   | 2   | Rit | 2   | Rit | 1   | Rit | Rit | 52    |
| 5    | Riccardo Patrese     | Rit | Rit | 5   | Rit | 4   | Rit | Rit | 10  | 3   | 5   | 2   | 6   | 5   | 16* | Rit | 8*  | 20    |
| 6    | Jean Alesi           | Rit | 8   | Rit | Rit | Rit | 3   | Rit | Rit | 9   | 7   | Rit | Rit | 2   | 4   | Rit | 4   | 16    |
| 7    | Martin Brundle       | Rit | Rit | Rit | 3   | Rit | 6   | 5   | 5   | 14* | 8   | 5   | 7   | Rit | 6   | 9*  | 6   | 13    |
| 8    | Gerhard Berger       | 6*  | Rit | Rit | Rit | 6   | 14* | 4   | 14  | Rit | 6   | 3   | 10* | Rit | Rit | Rit | 5   | 12    |
| 9    | Johnny Herbert       | Rit | 4   | 4   | 8*  | Rit | Rit | 10  | Rit | 4   | 10  | Rit | 5   | Rit | Rit | 11  | Rit | 11    |
| 10   | Mark Blundell        | 3   | 5   | Rit | Rit | 7   | Rit | Rit | Rit | 7   | 3   | 7   | 11* | Rit | Rit | 7   | 9   | 10    |
| 11   | Michael Andretti     | Rit | Rit | Rit | Rit | 5   | 8   | 14  | 6   | Rit | Rit | Rit | 8   | 3   |     |     |     | 7     |
| 12   | Karl Wendlinger      | Rit | Rit | Rit | Rit | Rit | 13  | 6   | Rit | Rit | 9   | 6   | Rit | 4   | 5   | Rit | 15* | 7     |
| 13   | JJ Lehto             | 5   | Rit | Rit | 4*  | Rit | Rit | 7   | Rit | 8   | Rit | Rit | 9   | Rit | 7   | 8   | Rit | 5     |
| 14   | Christian Fittipaldi | 4   | Rit | 7   | Rit | 8   | 5   | 9   | 8   | 12* | 11  | Rit | Rit | 8*  | 9   |     |     | 5     |
| 15   | Mika Häkkinen        |     |     |     |     |     |     |     |     |     |     |     |     |     | Rit | 3   | Rit | 4     |
| 16   | Derek Warwick        | 7*  | 9   | Rit | Rit | 13  | Rit | 16  | 13  | 6   | 17  | 4   | Rit | Rit | 15* | 14* | 10  | 4     |
| 17   | Philippe Alliot      | Rit | 7   | Rit | 5   | Rit | 12  | Rit | 9   | 11  | 12  | 8   | 12  | 9   | 10  |     |     | 2     |
| 18   | Rubens Barrichello   | Rit | Rit | 10* | Rit | 12  | 9   | Rit | 7   | 10  | Rit | Rit | Rit | Rit | 13  | 5   | 11  | 2     |
| 19   | Fabrizio Barbazza    | Rit | Rit | 6   | 6   | Rit | 11  | Rit | Rit |     |     |     |     |     |     |     |     | 2     |
| 20   | Alessandro Zanardi   | Rit | 6   | 8   | Rit | 14* | 7   | 11  | Rit | Rit | Rit | Rit | NP  |     |     |     |     | 1     |
| 21   | Érik Comas           | Rit | 10  | 9   | Rit | 9   | Rit | 8   | 16* | Rit | Rit | Rit | Rit | 6   | 11  | Rit | 12  | 1     |
| 22   | Eddie Irvine         |     |     |     |     |     |     |     |     |     |     |     |     |     |     | 6   | Rit | 1     |
| 23   | Pierluigi Martini    |     |     |     |     |     |     |     |     | Rit | 14  | Rit | Rit | 7*  | 8   | 10  | Rit | 0     |
| 24   | Aguri Suzuki         | Rit | Rit | Rit | 9   | 10  | Rit | 13  | 12  | Rit | Rit | Rit | Rit | Rit | Rit | Rit | 7   | 0     |
| 25   | Luca Badoer          | Rit | 12  | NQ  | 7   | Rit | NQ  | 15  | Rit | Rit | Rit | Rit | 13  | 10  | 14  |     |     | 0     |
| 26   | Thierry Boutsen      |     |     | Rit | Rit | 11  | Rit | 12  | 11  | Rit | 13  | 9   | Rit |     |     |     |     | 0     |
| 27   | Andrea De Cesaris    | Rit | Rit | Rit | Rit | SQ  | 10  | Rit | 15  | NC  | Rit | 11  | Rit | 13* | 12  | Rit | 13  | 0     |
| 28   | Ukyo Katayama        | Rit | Rit | Rit | Rit | Rit | Rit | 17  | Rit | 13  | Rit | 10  | 15  | 14  | Rit | Rit | Rit | 0     |
| 29   | Michele Alboreto     | Rit | 11  | 11  | NQ  | NQ  | Rit | NQ  | NQ  | NQ  | 16  | Rit | 14  | Rit | Rit |     |     | 0     |
| 30   | Pedro Lamy           |     |     |     |     |     |     |     |     |     |     |     |     | 11  | Rit | 13* | Rit | 0     |
| 31   | Toshio Suzuki        |     |     |     |     |     |     |     |     |     |     |     |     |     |     | 12  | 14  | 0     |
| -    | Jean-Marc Gounon     |     |     |     |     |     |     |     |     |     |     |     |     |     |     | Rit | Rit | 0     |
| -    | Ivan Capelli         | Rit | NQ  |     |     |     |     |     |     |     |     |     |     |     |     |     |     | 0     |
| -    | Marco Apicella       |     |     |     |     |     |     |     |     |     |     |     |     | Rit |     |     |     | 0     |
| -    | Emanuele Naspetti    |     |     |     |     |     |     |     |     |     |     |     |     |     | Rit |     |     | 0     |
| Pos. | Pilota               |     |     |     |     |     |     |     |     |     |     |     |     |     |     |     |     | Punti |

| Legenda | 1º posto     | 2º posto | 3º posto    | A punti         | Senza punti/Non class.  | Grassetto – Pole position Corsivo – Giro più veloce |
| Legenda | Squalificato | Ritirato | Non partito | Non qualificato | Solo prove/Terzo pilota | Grassetto – Pole position Corsivo – Giro più veloce |

* Indica quei piloti che non hanno terminato la gara ma sono ugualmente classificati avendo coperto, come previsto dal regolamento, almeno il 90% della distanza totale.

### Classifica Costruttori
| Posizione | Costruttore             | Pilota      | RSA | BRA | EUR | SMR | SPA | MON | CAN | FRA | GBR | GER | UNG | BEL | ITA | POR | GIA | AUS | Punti |
| --------- | ----------------------- | ----------- | --- | --- | --- | --- | --- | --- | --- | --- | --- | --- | --- | --- | --- | --- | --- | --- | ----- |
| 1         | Williams-Renault        | Hill        | Rit | 2   | 2   | Rit | Rit | 2   | 3   | 2   | Rit | 15* | 1   | 1   | 1   | 3   | 4   | 3   | 168   |
| 1         | Williams-Renault        | Prost       | 1   | Rit | 3   | 1   | 1   | 4   | 1   | 1   | 1   | 1   | 12  | 3   | 12* | 2   | 2   | 2   | 168   |
| 2         | McLaren-Ford            | Andretti    | Rit | Rit | Rit | Rit | 5   | 8   | 14  | 6   | Rit | Rit | Rit | 8   | 3   |     |     |     | 84    |
| 2         | McLaren-Ford            | Häkkinen    |     |     |     |     |     |     |     |     |     |     |     |     |     | Rit | 3   | Rit | 84    |
| 2         | McLaren-Ford            | Senna       | 2   | 1   | 1   | Rit | 2   | 1   | 18* | 4   | 5   | 4   | Rit | 4   | Rit | Rit | 1   | 1   | 84    |
| 3         | Benetton-Ford           | Schumacher  | Rit | 3   | Rit | 2   | 3   | Rit | 2   | 3   | 2   | 2   | Rit | 2   | Rit | 1   | Rit | Rit | 72    |
| 3         | Benetton-Ford           | Patrese     | Rit | Rit | 5   | Rit | 4   | Rit | Rit | 10  | 3   | 5   | 2   | 6   | 5   | 16* | Rit | 8*  | 72    |
| 4         | Ferrari                 | Alesi       | Rit | 8   | Rit | Rit | Rit | 3   | Rit | Rit | 9   | 7   | Rit | Rit | 2   | 4   | Rit | 4   | 28    |
| 4         | Ferrari                 | Berger      | 6   | Rit | Rit | Rit | 6   | 14  | 4   | 14  | Rit | 6   | 3   | 10  | Rit | Rit | Rit | 5   | 28    |
| 5         | Ligier-Renault          | Brundle     | Rit | Rit | Rit | 3   | Rit | 6   | 5   | 5   | 14  | 8   | 5   | 7   | Rit | 6   | 9   | 6   | 23    |
| 5         | Ligier-Renault          | Blundell    | 3   | 5   | Rit | Rit | 7   | Rit | Rit | Rit | 7   | 3   | 7   | 11  | Rit | Rit | 7   | 9   | 23    |
| 6         | Lotus-Ford              | Zanardi     | Rit | 6   | 8   | Rit | 14  | 7   | 11  | Rit | Rit | Rit | Rit | NP  |     |     |     |     | 12    |
| 6         | Lotus-Ford              | Lamy        |     |     |     |     |     |     |     |     |     |     |     |     | 11  | Rit | 13  | Rit | 12    |
| 6         | Lotus-Ford              | Herbert     | Rit | 4   | 4   | 8   | Rit | Rit | 10  | Rit | 4   | 10  | Rit | 5   | Rit | Rit | 11  | Rit | 12    |
| 7         | Sauber                  | Wendlinger  | Rit | Rit | Rit | Rit | Rit | 13  | 6   | Rit | Rit | 9   | 6   | Rit | 4   | 5   | Rit | 15  | 12    |
| 7         | Sauber                  | Lehto       | 5   | Rit | Rit | 4   | Rit | Rit | 7   | Rit | 8   | Rit | Rit | 9   | Rit | 7   | 8   | Rit | 12    |
| 8         | Minardi-Ford            | Fittipaldi  | 4   | Rit | 7   | Rit | 8   | 5   | 9   | 8   | 12  | 11  | Rit | Rit | 8   | 9   |     |     | 7     |
| 8         | Minardi-Ford            | Gounon      |     |     |     |     |     |     |     |     |     |     |     |     |     |     | Rit | Rit | 7     |
| 8         | Minardi-Ford            | Barbazza    | Rit | Rit | 6   | 6   | Rit | 11  | Rit | Rit |     |     |     |     |     |     |     |     | 7     |
| 8         | Minardi-Ford            | Martini     |     |     |     |     |     |     |     |     | Rit | 14  | Rit | Rit | 7   | 8   | 10  | Rit | 7     |
| 9         | Footwork-Mugen-Honda    | Warwick     | 7   | 9   | Rit | Rit | 13  | Rit | 16  | 13  | 6   | 17  | 4   | Rit | Rit | 15  | 14  | 10  | 4     |
| 9         | Footwork-Mugen-Honda    | A. Suzuki   | Rit | Rit | Rit | 9   | 10  | Rit | 13  | 12  | Rit | Rit | Rit | Rit | Rit | Rit | Rit | 7   | 4     |
| 10        | Larrousse-Lamborghini   | Alliot      | Rit | 7   | Rit | 5   | Rit | 12  | Rit | 9   | 11  | 12  | 8   | 12  | 9   | 10  |     |     | 3     |
| 10        | Larrousse-Lamborghini   | T. Suzuki   |     |     |     |     |     |     |     |     |     |     |     |     |     |     | 12  | 14  | 3     |
| 10        | Larrousse-Lamborghini   | Comas       | Rit | 10  | 9   | Rit | 9   | Rit | 8   | 16  | Rit | Rit | Rit | Rit | 6   | 11  | Rit | 12  | 3     |
| 11        | Jordan-Hart             | Barrichello | Rit | Rit | 10  | Rit | 12  | 9   | Rit | 7   | 10  | Rit | Rit | Rit | Rit | 13  | 5   | 11  | 3     |
| 11        | Jordan-Hart             | Capelli     | Rit | NQ  |     |     |     |     |     |     |     |     |     |     |     |     |     |     | 3     |
| 11        | Jordan-Hart             | Boutsen     |     |     | Rit | Rit | 11  | Rit | 12  | 11  | Rit | 13  | 9   | Rit |     |     |     |     | 3     |
| 11        | Jordan-Hart             | Apicella    |     |     |     |     |     |     |     |     |     |     |     |     | Rit |     |     |     | 3     |
| 11        | Jordan-Hart             | Naspetti    |     |     |     |     |     |     |     |     |     |     |     |     |     | Rit |     |     | 3     |
| 11        | Jordan-Hart             | Irvine      |     |     |     |     |     |     |     |     |     |     |     |     |     |     | 6   | Rit | 3     |
| 12        | Scuderia Italia-Ferrari | Alboreto    | Rit | 11  | 11  | NQ  | NQ  | Rit | NQ  | NQ  | NQ  | 16  | Rit | 14  | Rit | Rit |     |     | 0     |
| 12        | Scuderia Italia-Ferrari | Badoer      | Rit | 12  | NQ  | 7   | Rit | NQ  | 15  | Rit | Rit | Rit | Rit | 13  | 10  | 14  |     |     | 0     |
| 13        | Tyrrell-Yamaha          | Katayama    | Rit | Rit | Rit | Rit | Rit | Rit | 17  | Rit | 13  | Rit | 10  | 15  | 14  | Rit | Rit | Rit | 0     |
| 13        | Tyrrell-Yamaha          | De Cesaris  | Rit | Rit | Rit | Rit | SQ  | 10  | Rit | 15  | NC  | Rit | 11  | Rit | 13  | 12  | Rit | 13  | 0     |
| Posizione | Costruttore             | Pilota      | RSA | BRA | EUR | SMR | SPA | MON | CAN | FRA | GBR | GER | UNG | BEL | ITA | POR | GIA | AUS | Punti |

* Indica quei piloti che non hanno terminato la gara ma sono ugualmente classificati avendo coperto, come previsto dal regolamento, almeno il 90% della distanza totale.